# Saint-Julien-d’Asse
Saint-Julien-d’Asse ist eine französische Gemeinde im Département Alpes-de-Haute-Provence in der Region Provence-Alpes-Côte d’Azur. Sie gehört zum Kanton Riez und zum Arrondissement Digne-les-Bains. Saint-Julien-d’Asse hat 226 Einwohner (Stand 1. Januar 2022), die Saint-Juliennais genannte werden.

## Geographie
Durch Saint-Julien-d’Asse fließt die Asse. Die angrenzenden Gemeinden sind Saint-Jeannet im Norden, Bras-d’Asse im Osten, Puimoisson im Süden, Brunet im Südwesten und Entrevennes im Westen.

## Bevölkerungsentwicklung
| Jahr      | 1962 | 1968 | 1975 | 1982 | 1990 | 1999 | 2008 | 2012 |
| --------- | ---- | ---- | ---- | ---- | ---- | ---- | ---- | ---- |
| Einwohner | 86   | 69   | 68   | 76   | 114  | 124  | 155  | 186  |